# Pseudoleskea papillarioides
Pseudoleskea papillarioides är en bladmossart som beskrevs av C. Müller 1896. Pseudoleskea papillarioides ingår i släktet Pseudoleskea och familjen Leskeaceae. Inga underarter finns listade i Catalogue of Life.